# کاربرد هوایی

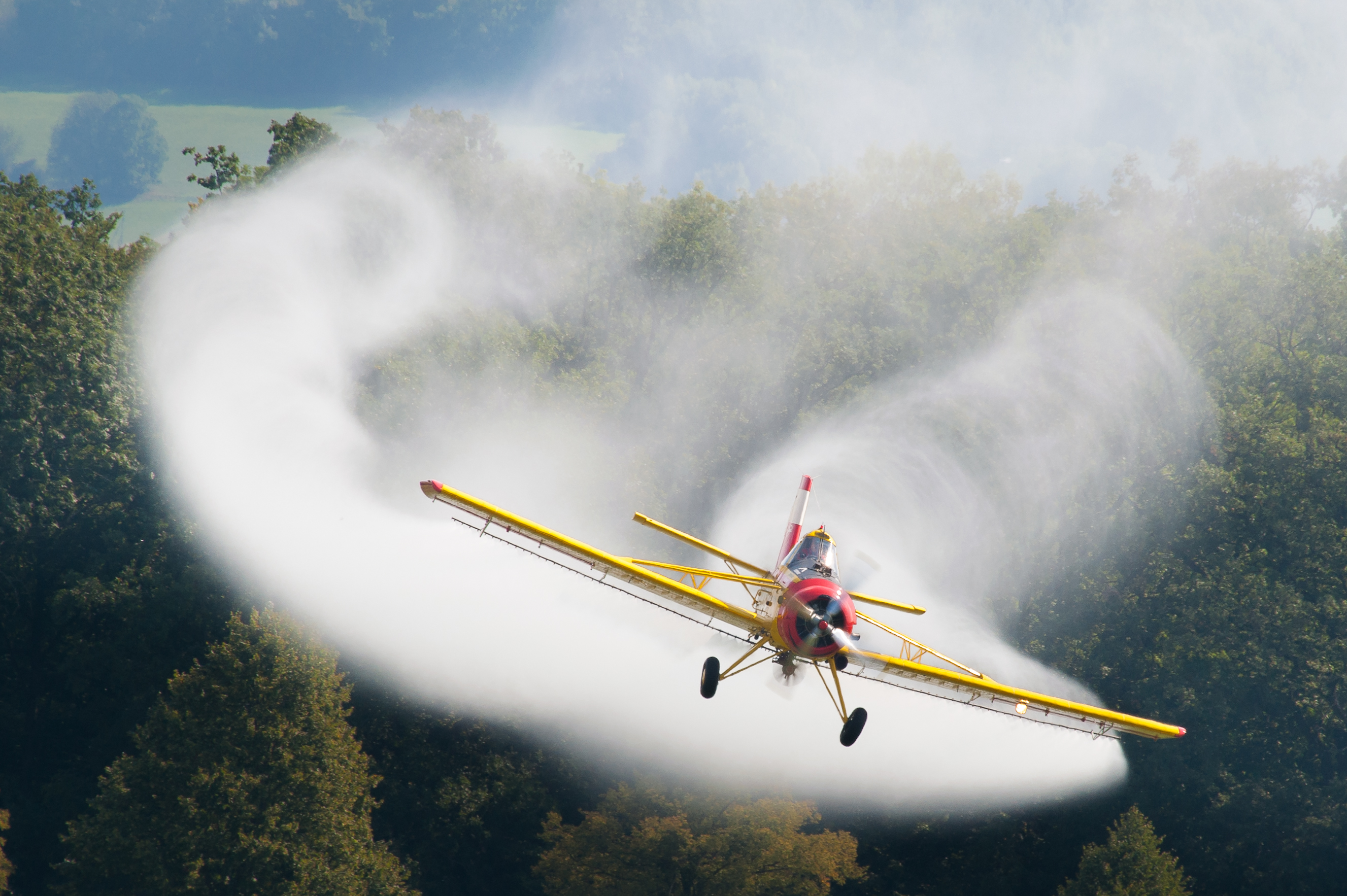
مدل A PZL-106 Kruk, نوعی هواپیمای سم پاش

کاربرد هوایی یا سم پاشی هواییشامل سم پاشی محصولات کشاورزی توسط هواپیما کشاورزی است. از این نوع هواپیماها برای کاشت نوعی بذر و پراکنش کود استفاده می‌شود. بسیاری از کشورها به علت خطرات محیط زیستی و بهداشت عمومی مانند، استفاده از آفت کش‌ها و سایر محصولات شیمیایی را به شدت محدود کرده‌اند.
- اتحادیه اروپا این محصولات را به جزء چند استثناء در سال ۲۰۰۹ برای کشورهای عضو این اتحادیه ممنوع کرد.[۱]

برخی از هواپیما مسئولیت پرتاب بمب‌های آب در مناطق مستعد آتش‌سوزی را دارند.